# Palenque de Huachipa
En el virreinato del Perú, los esclavos negros fueron tratados con crueldad y maltrato inhumano, privados de sus derechos se escaparon y lucharon por su libertad; en el año 1713 ubicado actualmente en el Centro Poblado Santa María de Huachipa en Lurigancho-Chosica, estaba el palenque de Huachipa una comunidad fortificada de esclavos organizada por alcaldes, generales y capitanes; donde el jefe se llamaba Francisco Congo ("Chavelilla" o "Chavelía"). Como subjefes, este tenía a tres alcaldes, nominados por la comuna de negros. Cada alcalde tenía una determinada función, repartida de la siguiente manera:
- 1. Organizar la vigilancia o espionaje y reclutar más cimarrones.
- 2. Recolectar y repartir los alimentos.
- 3. Coordinar y dirigir las acciones militares.

Los tres alcaldes coordinaban las acciones a seguir e informaban a Francisco Congo. Luego de tener su aprobación, ejecutaban sus órdenes. De día, montada a caballo, la tropilla de cimarrones se exhibía muy cerca de los límites de las haciendas, a fin de amedrentar a siervos y amos. Los asaltos de aprovisionamiento de alimentos, vestidos y otros objetos los realizaban durante la noche. Sólo atacaban a los blancos y sus propiedades. Nunca asaltaron a indios ni a otros negros. En agosto de 1713, los hacendados organizaron una milicia al mando del corregidor de Huarochirí, Martín Zamudio de las Infantas, quien junto a García Mogollón, ingresaron a sangre y fuego en el palenque de Huachipa. La batalla duró casi 12 horas, al cabo de las cuales los negros rebeldes fueron aniquilados o apresados.